# Seoul Museum of Art
Il Seoul Museum of Art, spesso abbreviato in SEMA, è un museo sudcoreano dedicato all'arte moderna situato nei pressi del Deoksugung a Seul, vicino al teatro Jeongdong e al teatro Nanta. Il museo è gestito dal Consiglio Comunale di Seul e al suo interno si trovano 6 sale per esposizioni permanenti, una sala per lezioni e conferenze ed una biblioteca specializzata aperta al pubblico.

## Collezione
Il SEMA ha una collezione di circa 3.500 opere d'arte tra pitture, sculture e installazioni di artisti coreani tra cui Whanki Kim, Gook Yoo, Nam June Paik, Lee Woo-hwan Lee, Park Seo-bo Park e Yoon Myoung-ro, oltre a artisti contemporanei attivi in tutto il mondo. La politica di raccolta delle opere si basa su analisi, ricerche sul campo e donazioni, per un totale di circa 200 nuove acquisizioni ogni anno. Il SEMA inoltre ospita due volte l'anno delle mostre di livello internazionale, e ha esposto opere di Chagall, Picasso, Matisse e Van Gogh.